# Footnotes
Footnotes is het debuutalbum van de Amsterdamse band Hospital Bombers. Het werd uitgebracht in 2007.

## Opnamen
Hospital Bombers ontstond in 2005 toen de band Norma Jean uit elkaar viel en overgebleven leden van die band violiste Susanne Linssen van Seedling inlijfden. De band maakte snel naam in het clubcircuit en in 2006 werd de eerste ep gepresenteerd onder de naam Satan’s fingers, die werd verkocht zonder enige vorm van artwork. Kort na het verschijnen van de ep, die in eigen beheer werd uitgebracht, tekende de band bij Excelsior Recordings. De cd werd opgenomen in Studio Sound Enterprise met Frans Hagenaars als technicus en Anne Soldaat als producer. Mark van Rijnbeek, van The Heights, werd binnengehaald als arrangeur, om de nummers meer kleur te geven.
Op 10 december 2007 verscheen het album. Op 29 december volgde een officiële cd-presentatie in De Nieuwe Anita. Het album werd in Nederland positief ontvangen. Op 10 februari 2008 mocht de band enkele nummers van het album live op televisie spelen bij de VPRO in het programma Vrije Geluiden. In maart en juni 2008 deed de band diverse optredens in Noord-Amerika. In augustus van dat jaar werd de plaat uitgegeven door het Canadese platenlabel Saved By Radio, die zorgden voor een release over heel Canada en de Verenigde Staten.

## Muzikanten
- Jan Schenk - gitaar, zang
- Susanne Linssen - viool, keyboard, zang
- Remco Mooijekind - basgitaar
- Marc van der Holst - drums

## Tracklist
1. Theme
2. Neighbourhood
3. Jackoff
4. The devil's music
5. Godwin's law
6. Kittens
7. Punk's not dead
8. Plan B
9. Black box
10. Tighten the knots
11. Thunderstorm
12. Footnotes
13. Fromuphere

Alle nummers zijn geschreven door Hospital Bombers met teksten van Marc van der Holst.